# Asaph Hall
Asaph Hall (* 15. Oktober 1829 in Goshen, Connecticut; † 22. November 1907 in Annapolis, Maryland) war ein US-amerikanischer Astronom und ist der Entdecker der beiden Marsmonde Phobos und Deimos.

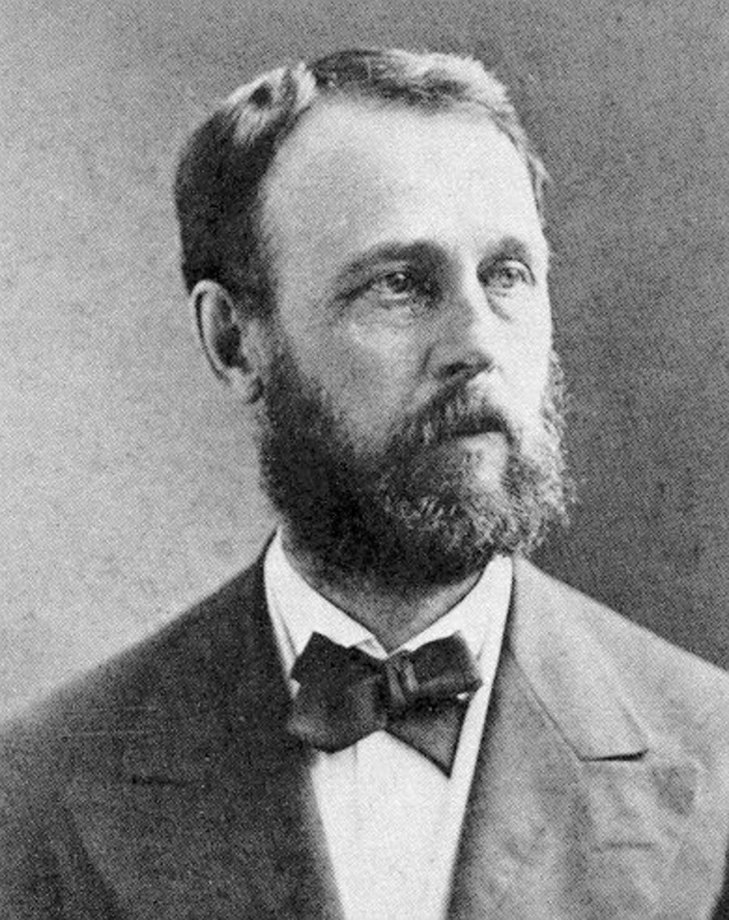
Asaph Hall

Halls Vater war Uhrenfabrikant, dessen Geschäfte schlecht liefen und der starb, als Asaph 13 Jahre alt war. Nach dem Tode seiner Eltern nahm Hall eine Lehre als Zimmermann an und besuchte anschließend die Universität Michigan, an der er Astronomie studierte. Aus Geldmangel war er gezwungen, die Universität zu verlassen und 1857 eine Stelle am Harvard-College-Observatorium in Cambridge anzunehmen. Dort wurde er ein Experte im Berechnen von Umlaufbahnen. Im August 1862 wechselte Hall an das United States Naval Observatory in Washington, D.C., wo er bis 1891 blieb. Dort wurde er am 2. Januar 1863 zum Professor für Mathematik ernannt.
Im Jahr 1877 stand der Mars ungewöhnlich günstig für die beobachtenden Astronomen, die weltweit ihr Augenmerk auf den roten Planeten richteten. Dies führte einerseits zur Entdeckung der „Marskanäle“ durch Giovanni Schiaparelli und andererseits am 11. (äußerer Trabant Deimos) bzw. 17. August (innerer Trabant Phobos) zur Entdeckung der beiden Marsmonde Phobos und Deimos durch Hall. Hierbei wurde er sehr tatkräftig von seiner Frau Chloë Angeline Stickney Hall unterstützt, die er am 31. März 1856 geheiratet hatte und die ihn immer wieder zu weiteren Beobachtungen ermutigte. Hall benutzte dazu den großen 26-Zoll-Refraktor „Great Equatorial“ des United States Naval Observatory in Washington D.C., das seinerzeit größte Instrument dieser Art weltweit. Hall berechnete auch die Umlaufbahnen der beiden Monde. Mit seiner Frau hatte er vier Kinder.
Seit 1875 war Asaph Hall Mitglied der National Academy of Sciences und seit 1878 der American Philosophical Society. 1879 erhielt er die Goldmedaille der Royal Astronomical Society von Großbritannien und wurde in die American Academy of Arts and Sciences sowie in die Académie des sciences gewählt. Am 5. Dezember 1880 wurde er zum korrespondierenden Mitglied der Russischen Akademie der Wissenschaften in St. Petersburg gewählt.
Im Jahre 1901 veröffentlichte Asaph Hall in der Zeitschrift Popular Astronomy als Beitrag zur Unterhaltungsmathematik folgende arithmetische Spielereien:
{\displaystyle {\begin{aligned}1\cdot 9+2&=11\\12\cdot 9+3&=111\\123\cdot 9+4&=1111\\1234\cdot 9+5&=11111\\12345\cdot 9+6&=111111\\123456\cdot 9+7&=1111111\\1234567\cdot 9+8&=11111111\\12345678\cdot 9+9&=111111111\\1\cdot 8+1&=9\\12\cdot 8+2&=98\\123\cdot 8+3&=987\\1234\cdot 8+4&=9876\\12345\cdot 8+5&=98765\\123456\cdot 8+6&=987654\\1234567\cdot 8+7&=9876543\\12345678\cdot 8+8&=98765432\\123456789\cdot 8+9&=987654321\\\end{aligned}}}
1891 verließ Hall Washington und ging nach Annapolis, wo er 1907 starb. Der Mondkrater Hall und der Asteroid (2023) Asaph sind nach ihm benannt. Entsprechendes gilt auch für das Hall-Kliff auf der Alexander-I.-Insel in der Antarktis.

## Schriften (Auswahl)
- mit William Harkness: Reports on observations of Encke's comet during its return in 1871. Washington 1873.[9]